# Новопетроград
Новопетрогра́д — деревня в Исилькульском районе Омской области. Входит в состав Баррикадского сельского поселения.

## История
Основана в 1918 году. В 1928 году хутор Ново-Петроград состоял из 21 хозяйства, основное население — русские. В административном отношении — в составе Уленды-Кульского сельсовета Исилькульского района Омского округа Сибирского края.

## Население
| 1926 | 2002 | 2010 |
| ---- | ---- | ---- |
| 117  | ↘110 | ↘43  |

## Улицы
В деревне имеется одна улица — Центральная.